# Vîlcele, Cantemir
Vîlcele este un sat din cadrul comunei Toceni din raionul Cantemir, Republica Moldova.

## Demografie

### Structura etnică
Structura etnică a localității conform recensământului populației din 2004:
| Grup etnic                    | Populație | % Procentaj |
| ----------------------------- | --------- | ----------- |
| Băștinași declarați Moldoveni | 397       | 98,02%      |
| Ruși                          | 3         | 0,74%       |
| Ucraineni                     | 2         | 0,49%       |
| Găgăuzi                       | 2         | 0,49%       |
| Bulgari                       | 1         | 0,25%       |
| Total                         | 405       |             |